# Picea meyeri
Il peccio di Meyer (Picea meyeri Rehder & E.H.Wilson, 1914) è una specie di peccio, appartenente alla famiglia delle Pinaceae, originaria dello Shaanxi, della Mongolia Interna,  dello Hebei (Monti Yan e Monti Taihang) e dello Shanxi (Monte Wutai), in Cina.

## Etimologia
Il nome generico Picea, utilizzato già dai latini, potrebbe, secondo un'interpretazione etimologica, derivare da Pix picis = pece, in riferimento all'abbondante produzione di resina. Il nome specifico meyeri fu assegnato in onore di Frank N. Meyer, collezionista botanico olandese, grande esploratore dell'Asia a cavallo tra diciannovesimo e ventesimo secolo.

## Descrizione

### Portamento
Albero alto fino a 30 m, con tronco monopodiale diritto che può raggiungere 60 cm di diametro e rami del primo ordine lunghi e slanciati, sviluppati orizzontalmente; quelli del secondo ordine sono numerosi, più rigidi e corti in prossimità della cima. I virgulti sono saldi, corti, di colore variabile dal giallo pallido al marrone chiaro , più o meno pubescenti fino al terzo anno poi glabri, con superficie solcata e ruvida; i pulvini sono ben sviluppati, 1,5-2 mm, eretti o lievemente ricurvi, di colore più scuro. La vasta chioma è conica, o colonnare.

### Foglie
Le foglie sono aghiformi, lunghe 1,3-2,5 cm, lineari, dritte nei rami giovani, o ricurve, di sezione rombica, con punte acute; hanno stomi su entrambe le pagine, disposti su 2-5 linee in quelle superiori, in 4-5 linee su quelle inferiori. Gli aghi sono verdi-bluastri, con bande stomatiche grigie-bluastre. Le gemme sono ovoidali-coniche, più o meno acute, lunghe 6-10 mm, resinose; le perule sono triangolari, acute, di colore marrone chiaro, persistenti per parecchi anni.

### Fiori
Gli strobili maschili sono ascellari, lunghi 2-2,5 cm, prima giallo-rossastri, poi giallo-arancioni.

### Frutti
I coni femminili sono inizialmente eretti, poi pendenti, oblunghi-ovali poi cilindrici, sessili o con peduncolo corto, lunghi 7-10 cm e larghi 2,5-3,5 cm, rosso-purpurei da immaturi, poi marroni-rossastri o grigio-marroni, con punta ottusa. I macrosporofilli sono obovati o suborbicolari, lunghi 1,5-2 mm, con superficie finemente striata, lievemente convessa, glabra e con margine superiore intero, arrotondato e convesso. Le brattee sono ligulate-spatolate, lunghe 4-6 mm, interamente incluse. I semi, ovoidali-oblunghi, sono marroni o marroni-nerastri, appuntiti alla base, lunghi 3-4 mm, con parte alata obovata-oblunga, lunga 10-15 mm, di colore marrone-giallastro o marrone-rossastro.

### Corteccia
La corteccia, di colore grigio, rugosa e solcata, si sfoglia facilmente.

## Distribuzione e habitat
Vegeta in alta montagna dai 1600 ai 2700 m di quota, prediligendo i versanti settentrionali dei pendii, su suoli preferibilmente podzolici e non calcarei; il clima dell'habitat è freddo, di tipo continentale in particolare a ovest, con precipitazioni annue moderate (comprese tra i 500 e gli 800 mm). Si rinviene in foreste pure o miste in associazione con altre conifere, come Larix gmelinii var. principis rupprechtii, Picea wilsonii e Abies nephrolepis..

## Usi
Il suo legno riveste importanza economica nel nord della Cina, dove viene utilizzato in edilizia e per la fabbricazione di ponti pedonali, pali, pancali; esistono anche piantagioni artificiali dalle quali si ricava legno utilizzato nell'industria cartaria. Il peccio di Meyer è molto utilizzato nelle riforestazioni in Cina, e come specie ornamentale in giardini privati e pubblici di Europa e Nordamerica.

## Conservazione
Lo sfruttamento del suo legno con conseguente deforestazione era e rimane parzialmente (dopo le leggi restrittive emanate nel 2002) il rischio maggiore per la specie, con una riduzione stimata del 25-30 % dell'areale primario in circa un secolo. Per questo motivo viene classificata come Specie prossima alla minaccia (near threatened in inglese) nella Lista rossa IUCN.